# Royaumes barbares

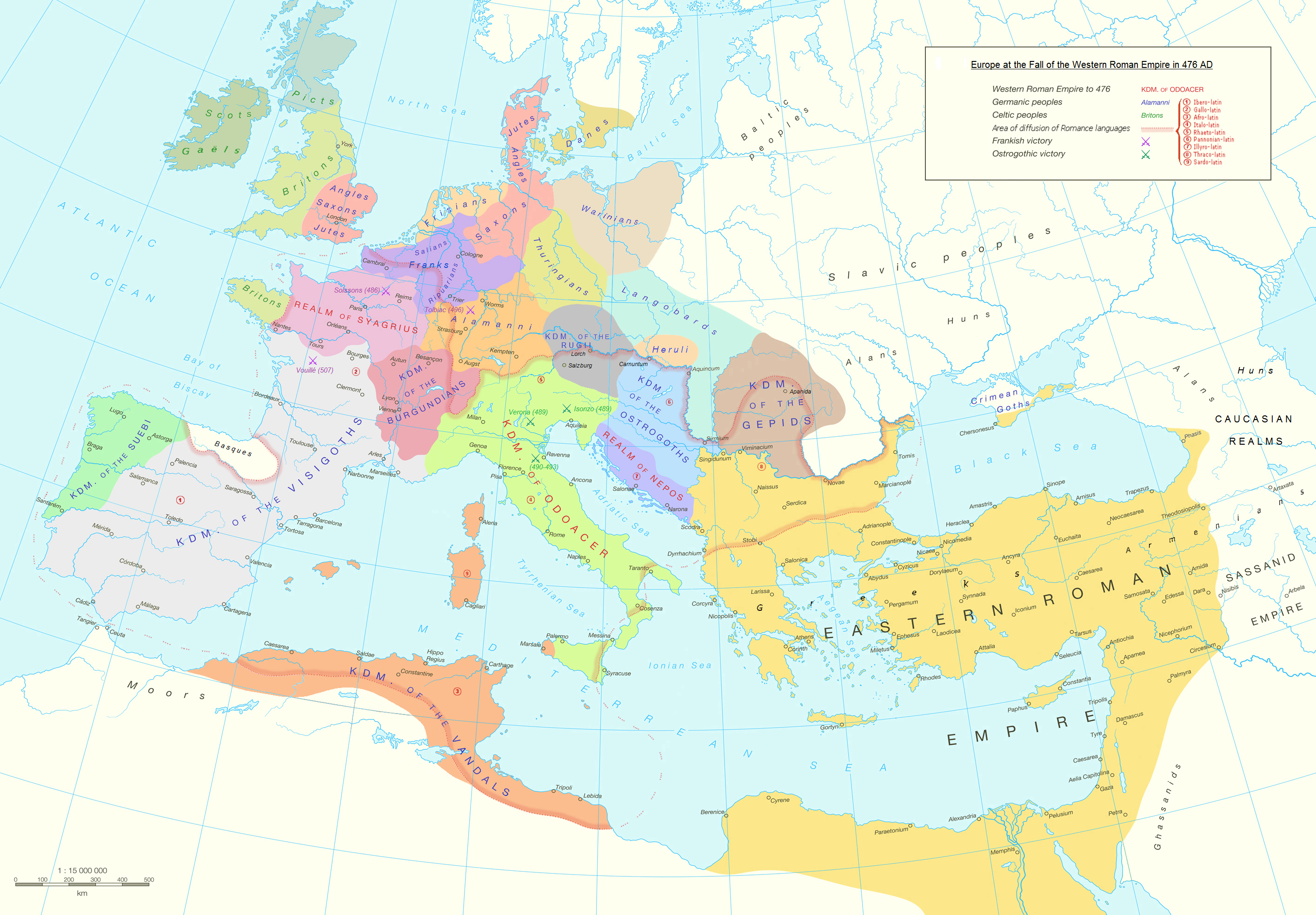
Carte politique de l'Europe, de l'Afrique du Nord et du Moyen-Orient en 476.

Les royaumes barbares sont les États fondés par différents peuples non romains, principalement germaniques, en Europe occidentale et en Afrique du Nord à la suite de l'effondrement de l'Empire romain d'Occident au Ve siècle,,. La formation des royaumes barbares est un processus complexe, progressif et en grande partie involontaire, dans la mesure où l'État romain échoue à prévenir l'installation des migrants barbares tout en refusant leur intégration au sein de l'empire. L'influence des chefs barbares, d'abord de simples seigneurs de guerre locaux et des rois clients sans liens solides avec un territoire, augmente avec l'usage qu'en font empereurs et usurpateurs au cours des guerres civiles. Ce n'est qu'après l'effondrement de l'autorité centrale de l'Empire que les entités barbares deviennent de véritables royaumes territoriaux.
Les rois barbares d'Occident renforcent leur légitimé en se plaçant dans la continuité de l'Empire romain. Pratiquement tous utilisent l'appellation dominus noster (« notre seigneur »), précédemment utilisée par les empereurs, et beaucoup adoptent le praenomen Flavius, porté par de nombreux empereurs romains à la fin de l'Antiquité. Les rois barbares adoptent également de nombreux aspects de l'administration romaine tardive, mais l'ancien système romain se dissout progressivement et disparaît au fil des siècles et des périodes de troubles politiques. La principale différence entre l'administration de l'ancien Empire romain d'Occident et les nouvelles administrations royales est leur échelle : les royaumes barbares, qui contrôlent un territoire et une population plus réduits, nécessitent des administrations moins complexes. En conséquence, ces royaumes connaissent une simplification du contexte social et économique. Pour la plupart, les royaumes barbares demeurent fragiles et éphémères. Le couronnement de Charlemagne, roi des Francs, comme empereur en 800 est généralement considéré comme marquant la fin de l'ère des royaumes barbares, seul le royaume franc subsistant à la disparition de ce vaste ensemble de royaumes.

## Formation

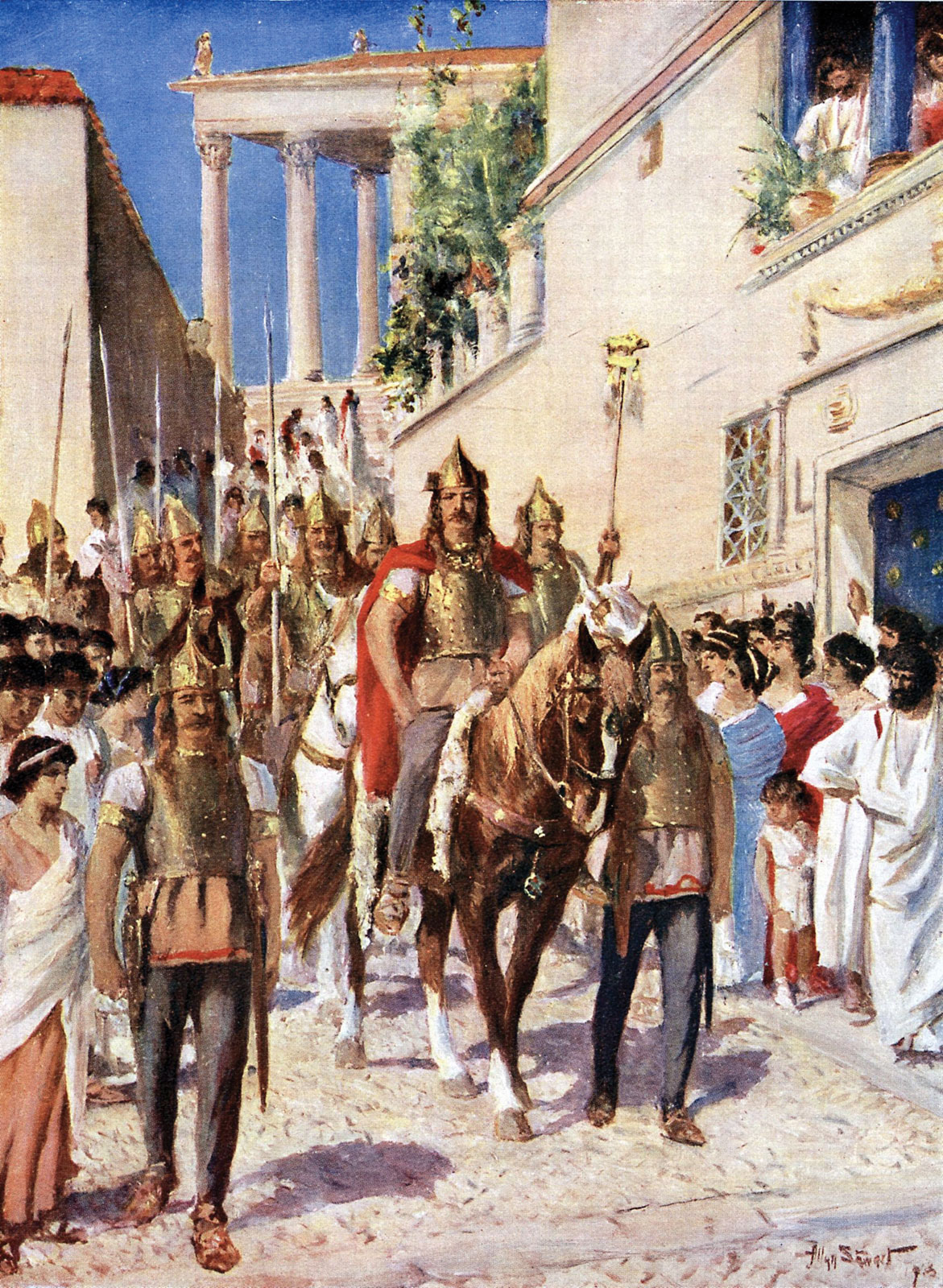
Alaric Ier, roi des Wisigoths, entrant à Athènes après avoir pris la ville en 395.

L'apparition des royaumes barbares sur le territoire précédemment administré par l'Empire romain d'Occident est un processus progressif, complexe et en grande partie involontaire. Il peut être divisé en quatre étapes : l'arrivée des populations, l'acceptation du fait accompli par l'Empire, la délégation du contrôle de certains territoires par l'Empire aux chefs barbares, et la disparition de l'Empire en tant qu'entité politique et administrative au profit des rois barbares. 
Ce processus commence avec la migration des peuples barbares vers l'Empire romain. Les migrations sont causées à la fois par des invasions et des invitations. Inviter des peuples vivant au-delà des frontières à s'installer sur le territoire de l'Empire est une politique courante à l'époque impériale, principalement à des fins économiques, agricoles ou militaires. La capacité d'immigration dans un État aussi vaste et puissant que l'Empire romain est presque infinie, mais plusieurs événements au cours du IVe et Ve siècles viennent compliquer la situation. 
En 376, les Wisigoths, fuyant devant les Ostrogoths, qui à leur tour fuient devant les Huns, sont autorisés à traverser le Danube et à s'installer dans les Balkans par l'Empire romain d'Orient. Les mauvais traitements infligés aux réfugiés gothiques provoquent une rébellion à grande échelle et, en 378, ils infligent une défaite majeure à l'armée romaine orientale lors de la bataille d'Andrinople, au cours de laquelle l'empereur Valens est tué. La défaite d'Andrinople choque les Romains et les force à négocier avec les Wisigoths. Ceux-ci s'installent à l'intérieur des frontières de l'Empire, où ils deviennent des foederati semi-indépendants disposant de leur propre dirigeant.  Les guerres civiles romaines à la fin du IVe siècle, ainsi que les périodes de tensions entre les cours impériales des empires romains d'Orient et d'Occident, permettent aux Wisigoths menés par Alaric Ier de devenir une force majeure dans la politique de l'Empire, de moins en moins soumise au gouvernement romain.  L'arrivée des Wisigoths dans les Balkans est suivie par les Alains, les Vandales et les Suèves qui migrent en Gaule entre 405 et 407 lors de la traversée du Rhin.  Les barbares du Rhin sont contenus par l'empereur usurpateur Constantin III (407-411), mais la fin de son règne en raison d'un nouveau conflit interne romain permet aux tribus de pénétrer profondément en Gaule et en Hispanie.

Carte de l'Empire romain d'Occident (en rouge) et des nouveaux royaumes barbares d'Occident en 460.

Les barbares s'installant en grand nombre à l'intérieur des frontières impériales, la deuxième étape de la formation des royaumes barbares est l'acceptation par l'Empire du statu quo. Les Romains considèrent que les royaumes barbares ne sont pas souhaitables, mais commencent à les tolérer dans les années 420 et 430. Ni les Romains ni les Barbares n'ont pour but de fonder des royaumes territoriaux prenant la place de l'Empire romain ; la formation des royaumes ne découle pas des tentatives barbares, mais plutôt des erreurs romaines et de l'incapacité à accorder aux dirigeants barbares une place au sein du système impérial. Les premiers rois barbares ne sont tolérés qu'aux périphéries de l'empire. Les premiers royaumes, comme ceux des Suèves et des Vandales en Hispanie, sont relégués aux confins de provinces moins importantes. En 418, l'empereur Honorius (r. 393-423) installe les Wisigoths en Aquitaine dans le sud de la Gaule, marquant le début du royaume wisigoth. Les Romains envisagent cette installation comme une colonie provisoire de clients fidèles au gouvernement impérial, dont le soutien peut être utilisé dans les luttes internes, et non comme une cession de territoire : les terres concédées continuent théoriquement à être placée sous l'autorité impériale.  Bien que les généraux romains de l'époque d'Honorius tentent de freiner l'influence et le pouvoir des rois barbares, les guerres civiles advenant après la mort de l'empereur font du statut des barbares une question secondaire. Au lieu de supprimer les royaumes barbares, les empereurs et les usurpateurs du IVe siècle les considèrent comme de potentiels atouts. 
La troisième étape consiste en la reconnaissance par le gouvernement impérial de son incapacité à administrer efficacement ses territoires. Cela conduit l'empire à céder le contrôle effectif de davantage de terres aux rois barbares, dont les royaumes sont désormais bien implanté. Cela ne signifie pas que les terres à l'intérieur des anciennes frontières impériales cessent en théorie de faire partie de l'Empire. Les traités conclus avec les Wisigoths en 439 et les Vandales, qui avaient conquis l'Afrique du Nord, en 442 reconnaissent les dirigeants de ces peuples comme gouverneurs territoriaux de certaines parties du territoire impérial, actant la fin d'une administration impériale directe de ces terres. Ces traités, bien que non considérés comme irrévocables, constituent les bases de véritables royaumes géographiques. 
Jusqu'au IVe siècle, presque aucun roi n'est fermement lié à un royaume géographique.  Au cours de la quatrième et dernière étape dans la formation des royaumes barbares, les rois barbares, laissés à eux-mêmes, cessent d'attendre une reprise du fonctionnement administratif normal de l'Empire et commencent à endosser la fonction des anciens empereurs, devenant de véritables rois territoriaux. Ce processus n'est possible que grâce à l'acceptation des dirigeants barbares par les aristocrates romains locaux de plus en plus pessimistes quant au retour d'une administration impériale efficace.  Le processus exact par lequel les rois barbares ont repris certaines fonctions et prérogatives précédemment réservées aux empereurs romains n'est pas entièrement clair, mais fut particulièrement lent.  Alaric Ier, le premier roi des Wisigoths généralement reconnu comme tel, n'est considéré comme roi que rétroactivement. Les sources contemporaines l'appellent seulement dux ou parfois hégémon, et il passe la majeure partie de sa vie à essayer sans succès de s'intégrer dans le système impérial en tant qu'officier militaire romain plutôt qu'à diriger un royaume. Le premier dirigeant wisigoth à se proclamer roi et à émettre des documents similaires à ceux des empereurs est Alaric II (r. 484-507), bien que des écrits contemporains fassent allusion à la reconnaissance d'un royaume wisigoth en Gaule dans les années 450. Les Wisigoths n'établissent pas un royaume stable et consciemment post-impérial avant les années 560 sous Léovigild, après des conquêtes lentes et souvent brutales en Hispanie.

## Héritage romain et continuité

L'Europe, l'Afrique du Nord et l'Asie occidentale aux s.

### Continuité administrative
Bien que le pouvoir soit passé d'une capitale unique, comme Rome ou Ravenne, aux rois et seigneurs de guerre locaux, l'appareil administratif de l'ancien gouvernement impérial continue de fonctionner alors que les nouveaux dirigeants barbares adoptent de nombreux aspects de l'administration romaine tardive. Le droit romain demeure le système légal prédominant en Europe de l'ouest durant les Ve et VIe siècles. Plusieurs rois barbares s'intéressent aux questions juridiques et publiant leurs propres codes juridiques basés sur le droit romain. De même que sous l'Empire, les villes demeurent initialement les principaux éléments constitutifs des nouveaux royaumes barbares. L'ancien cadre administratif impérial romain disparait au cours d'un lent processus s'étendant sur des siècles, parfois accéléré par des bouleversements politiques. 
La différence majeure entre l'administration impériale et les nouvelles administrations royales qui entendent la reproduire est leur échelle. Sans une cour impériale centrale et des fonctionnaires reliant les gouvernements des différentes provinces, l'administration des royaumes est moins pyramidale. Par rapport à l'Empire romain, les gouvernements des royaumes barbares sont bien moins complexes. Cet effondrement de l'ordre romain entraîne une baisse marquée du niveau de vie, ainsi qu'un affaiblissement économique et social.

### Légitimité romaine

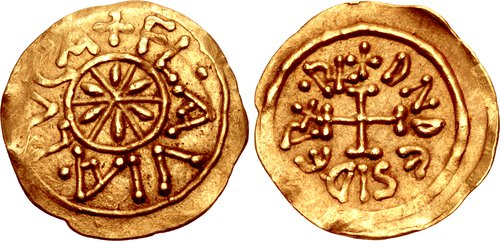
Pièce de monnaie de Didier, roi des Lombards de 756 à 774, avec l'inscription DN DESIDER REX (dominus noster Desiderius rex).

Au lendemain de l'effondrement de l'Empire romain d'Occident, les différents dirigeants barbares tentent de renforcer leur légitimité en adoptant certains éléments de l'ancien empire. Le titre le plus utilisé par les rois est rex, qui leur permet d'avoir une légitimité dans leurs échanges diplomatiques avec d'autres rois et avec l'Empire romain d'Orient.  Certains auteurs romains orientaux (comme Procope de Césarée) décrivent rex comme un «terme barbare», mais il a parfois été utilisé dans le passé pour désigner les empereurs romains et indique clairement que les rois barbares sont des dirigeants souverains, mais dont l'autorité n'éclipse pas celle de l'empereur à Constantinople.  Beaucoup de rois barbares, utilisent des ethnonymes dans leur titre, les rois francs prenant par exemple le titre de rex Francorum ("roi des Francs"). Les dirigeants de royaume s'étendant en Italie, où la prétention à la continuité romaine est particulièrement forte, n'utilisent que rarement des ethnonymes.
En plus de rex, les dirigeants barbares utilisent aussi certains titres et appellations honorifiques impériaux. Pratiquement tous les rois barbares adoptèrent l'appellation dominus noster ("notre seigneur"), auparavant utilisée uniquement par les empereurs romains. Presque tous les rois wisigoths et les rois barbares d'Italie (jusqu'à la fin du royaume lombard) utilisait le praenomen Flavius, porté par pratiquement tous les empereurs du Bas-Empire. Les premiers dirigeants barbares prennent soin de se présenter comme subordonnés aux empereurs de Constantinople, et sont parfois à leur tour reconnus par les empereurs, devenant de fait des rois clients jouissant d'une large autonomie.

#### La possibilité d'une restauration impériale

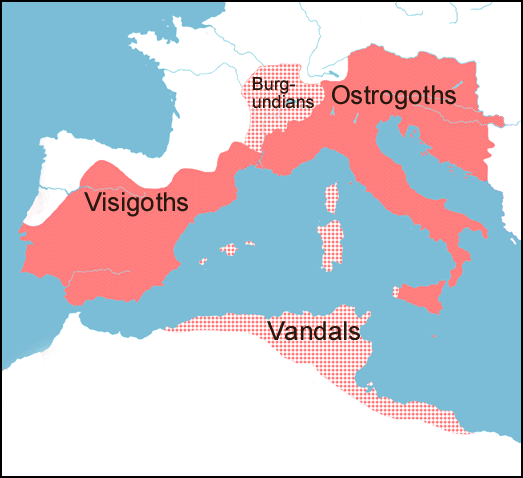
À l'apogée de son royaume en 523, Théodoric le Grand gouverne les Ostrogoths d'Italie, est régent des Wisigoths d'Hispanie et a forcé les Burgondes et les Vandales à payer un tribut.

Au début du VIe siècle, les rois les plus puissants d'Europe occidentale sont Théodoric le Grand, roi des Ostrogoths d'Italie et Clovis Ier, roi des Francs. Les deux dirigeants reçoivent honneurs et reconnaissance de la cour impériale de Constantinople, qu'ils utilisent pour légitimer leurs expansions territoriales. Théodoric est reconnu comme patricien par l'empereur Anastase Ier, qui lui offre les regalia de l'Empire romain d'Occident qui demeuraient à Constantinople depuis 476. Ces insignes sont portés par Théodoric à l'occasion et certains de ses sujets romains le désignent sous le titre d'empereur, mais il semble qu'il n'ait utilisé que le titre de rex, ne souhaitant pas froisser l'empereur d'Orient.  Après que les Francs ont battu les Wisigoths à la bataille de Vouillé en 507, Clovis est reconnu par Anastase comme consul honoraire, patricien et roi client.  Comme Théodoric, certains des sujets de Clovis le considèrent aussi comme un empereur plutôt qu'un roi, bien qu'il n'ait jamais lui-même adopté ce titre. L'hypothèse d'un conflit entre Théodoric et Clovis suivi d'un rétablissement de l'Empire d'Occident par le vainqueur est envisagée avec inquiétude par l'Empire d'Orient. Les empereurs d'Orient considèrent que les honneurs offerts aux rois occidentaux peuvent être perçus comme des encouragements à reformer l'Empire d'Occident, et cessent d'en accorder. Au contraire, l'Empire d'Orient commence à revendiquer l'exclusivité de la filiation avec l'Empire romain, et continuera à le faire tout au long de son histoire. 
Au VIe siècle, les historiens de l'Empire d'Orient ont commencé à voir l'Empire d'Occident comme « perdu » au profit des barbares, plutôt que de décrire comment les rois barbares ont été mis en place par les Romains eux-mêmes ; un développement historiographique appelé « l'offensive idéologique justinienne » par les historiens modernes.  Bien que la naissance des royaumes barbares à la place de l'Empire occidental n'ait pas été un processus purement pacifique, l'idée d'« invasions barbares » mettant fin brutalement et violemment au monde de l'Antiquité, récit autrefois largement accepté parmi les historiens modernes, ne décrit pas de manière représentative la période. Attribuer la fin de l'Empire romain d'Occident aux "invasions barbares" ignore la diversité des nouveaux royaumes, considère les Barbares comme un bloc homogène et ignore le rôle de l'Empire dans son propre effondrement.

## Culture
Bien que divisée en plusieurs petits États, les populations des royaumes barbares maintiennent de solides liens culturels et religieux entre elles et continuent à parler latin. Les rois barbares adoptent à la fois le christianisme (à ce stade fermement établi comme la religion romaine) et la langue latine eux-mêmes, reprenant et maintenant ainsi l'héritage culturel de Rome. Parallèlement, ils restent attachés à leur identité non romaine et tentent de construire leur propre identité. L'Empire romain d'Orient, mettant l'accent sur sa propre filiation romaine, parfois en faisant la guerre aux royaumes barbares, et la fusion de la classe dirigeante barbare et de la population romaine, conduisent à la disparition progressive de l'identité romaine en Europe occidentale. La perte de liens avec l'Empire romain et la division politique de l'Occident entraînent une fragmentation progressive de la culture et de la langue, donnant finalement naissance aux peuples romans modernes et aux langues romanes.
Sur le plan artistique, le caractère guerrier et cavalier des peuples barbares entraîne le développement d'une importante orfèvrerie et métallurgie. Les artistes barbares font appel à la polychromie afin d'orner leurs œuvres ; parallèlement, l'ornementation utilise des figures animales à partir du Ve siècle. 

## Fin des royaumes barbares

Carte politique de l'Europe à la mort de Charlemagne en 814.

Les royaumes barbares se révèlent être des États extrêmement fragiles. Même parmi les royaumes les plus puissants durables, ceux des Wisigoths, des Francs et des Lombards, seul celui des Francs survit jusqu'à la fin du Haut Moyen Âge. Le royaume wisigoth s'effondre au Ve siècle et doit être complètement restauré par Léovigild (Liuvigild) dans les années 560 et 570. Il est finalement détruit lors de sa conquête par le califat omeyyade au début du VIIIe siècle. Dans une série de guerres au VIe siècle (guerre des Vandales et guerre des Goths), l'Empire romain d'Orient de Justinien Ier (r. 527-565) conquiert et détruit le royaume vandale en Afrique du Nord et le royaume ostrogoth en Italie. La plupart des petits royaumes de Gaule sont conquis et absorbés dans le royaume franc ou disparaissent complètement des sources historiques. 
Les royaumes qui émergent du VIIe au IXe siècle représentent un nouvel ordre politique largement déconnecté de l'ancien monde romain. Le califat omeyyade, qui a conquis l'Hispanie des Wisigoths et l'Afrique du Nord de l'Empire d'Orient, n'a aucune prétention à la continuité romaine. Le royaume lombard, bien que souvent compté parmi les autres royaumes barbares, gouverne une Italie détruite par le conflit entre les Ostrogoths et l'Empire romain d'Orient.  Leur domination en Italie prend fin avec la conquête par les Francs en 774. Les petits royaumes successeurs des Wisigoths en Hispanie, les prédécesseurs des royaumes médiévaux tels que les royaumes de León, de Castille et d'Aragon, sont culturellement et administrativement plus proche du royaume franc que du royaume wisigoth déchu. 
En tant que seul survivant des anciens royaumes, le royaume franc sert ensuite de modèle inspirant les monarchies au cours du Moyen Âge.  Même si les dirigeants francs se souviennent des idéaux romains et aspirent souvent à de vagues idées de restauration impériale, les siècles de règne ont transformé leur royaume qui cesse de ressembler à l'Empire romain. La nouvelle forme de gouvernement est personnelle, basée sur les pouvoirs et les relations entre les individus, plutôt que sur le lourd système administratif, judiciaire et bureaucratique de l'Empire romain. Le temps des royaumes barbares pend fin avec le couronnement de Charlemagne comme empereur romain par le pape Léon III en 800. L'Empire carolingien de Charlemagne, prédécesseur de la France et de l'Allemagne, est davantage un ensemble de royaumes unis uniquement par l'autorité personnelle de Charlemagne qu'un royaume unitaire ayant un réel lien avec l'ancien Empire romain d'Occident.

## Liste de royaumes barbares
- Royaume alaman (jusqu'en 496) en Germanie du sud-ouest
- Royaume alain (409-534) en Hispanie et Afrique du Nord
- Royaume suève (410-584) dans l'ouest de la péninsule ibérique
- Royaume burgonde (411-534) en Sapaudie (Allobrogie/Helvétie, Savoie)
- Royaume wisigoth (418-711) dans la péninsule ibérique
- Royaume vandale (429-534) en Afrique du Nord
- Royaumes francs (481-843) au nord de la Gaule puis en Gaule
- Royaume ostrogoth (493-553) en Italie
- Royaume lombard (568-774) en Italie
- Royaume frison (v. 600-734) au nord de la Gaule

### Autres royaumes non barbares
- Royaume des Maures et des Romains (429-578) en Afrique du Nord
- Royaumes anglo-saxons (v. 450-899) en Bretagne
- Empire hunnique (316-484) en Germanie, Gaule, Pannonie, Dacie, Sarmatia